# Phân họ Lò bo
Phân họ Lò bo (danh pháp khoa học: Brownlowioideae) là một phân họ trong họ Cẩm quỳ (Malvaceae) nghĩa rộng. Các chi trong phân họ này từng được coi là một phần của nhóm cận ngành là họ Đoạn (Tiliaceae) truyền thống cho tới khi có sự sửa đổi phân loại của hệ thống APG II.

## Các chi
Phân họ này gồm 8-10 chi với khoảng 68 loài
- Berrya
- Brownlowia: Lò bo, sò đo
- Carpodiptera
- Christiana
- Diplodiscus
- Hainania
- Indagator
- Jarandersonia
- Pentace
- Pityranthe